# Ingbritt Irhammar
Ingbritt Margret Irhammar, född 31 augusti 1945 i Örkelljunga församling i Kristianstads län, är en svensk ämbetsman och politiker (centerpartist), som var riksdagsledamot 1985–1998 och generaldirektör för Jordbruksverket 1998–2001.

## Biografi
Ingbritt Irhammar är dotter till skomakarmästaren Stig Linderos och Brita Walfridsson.
Ingbritt Irhammar tog en high schoolexamen i USA 1963, studentexamen i Sverige 1966, lågstadielärarexamen 1968, var lågstadielärare 1968–1985. Hon blev ordförande för Centerns Kvinnoförbund i Ängelholm 1984, invald i kommunfullmäktige i Ängelholm 1982, ledamot i fritidsnämnden där 1976–1982, socialnämnden där 1982-85, ledamot av flygrådet 1982–1985 och av trafiksäkerhetsrådet 1982–1985. 
Ingbritt Irhammar var riksdagsledamot 1985–1998 (som ersättare 1991–1994), invald i Kristianstads läns valkrets. Hon blev suppleant i justitieutskottet 1985, ledamot 1991–1998 och suppleant i försvarsutskottet 1985 och utrikesutskottet. Hon var även centerkvinnornas ordförande fram till 1998. 
Ingbritt Irhammar utsågs till generaldirektör för Jordbruksverket 1998. År 2001 fick hon lämna posten efter missnöje bland personalen och en uppmaning från övriga chefer på verket att avgå. Hon fick därefter ett regeringsuppdrag att utreda jämställdheten inom jord- och skogsbruket.